# 普斯陶乔
普斯陶乔，是匈牙利沃什州所辖的一个村，总面积7.26平方公里，总人口166，人口密度22.9人/平方公里（2010年1月1日）。